# Judith de Flandes, condesa de Northumbria
Judith de Flandes, condesa de Northumbria, y más tarde duquesa consorte de Baviera (Brujas, 1033 - Weingarten, 5 de marzo de 1094) fue la esposa primeramente de Tostig Godwinson, conde de Northumbria, y luego de Welf I, duque de Baviera. Su sobrina fue Matilde de Flandes, reina consorte de Guillermo el Conquistador, primo de Judith.
Fue dueña de muchos libros y manuscritos ilustrados, que legó a la abadía de Weingarten.

## Familia
Judith nació en 1033, en la ciudad belga de Brujas, fue la única hija de Balduino IV, conde de Flandes con su segunda esposa, Leonor de Normandía, que era hija de Ricardo II de Normandía y Judith de Bretaña. Judith tuvo un medio hermano, Balduino V, conde de Flandes, que sucedió a su padre tras su muerte, producida cuando Judith tenía dos años. La sobrina de Judith fue Matilde de Flandes, que se casó con Guillermo I, el primer rey normando de Inglaterra, más conocido en la historia como "Guillermo el Conquistador". El rey Guillermo era primo hermano de Judith, siendo el hijo de su tío materno, Roberto I de Normandía.

## Primer matrimonio
En una fecha desconocida antes de septiembre de 1051, se casó con su primer marido, Tostig Godwinson, hermano del rey Haroldo II de Inglaterra. En septiembre de 1051, Judith se vio obligada a huir de Inglaterra a Brujas, junto con su marido y sus suegros después que Tostig se uniera a una rebelión armada de su padre contra el rey Eduardo el Confesor, sin embargo, volvieron a casa el año siguiente.
Él se hizo conde de Northumbria en 1055, haciendo de Judith la condesa de Northumbria a partir de esa fecha. El distinguido matrimonio de Judith había ayudado a Tostig asegurar el condado.
Juntos tuvieron hijos cuyos nombres y número no se registraron y que se describen en el Regis Vita Edwardi como «lactantes» en el momento de la muerte de su padre, entre los que destaca Skule Tostesson. Tostig tuvo al menos tres hijos ilegítimos con amantes desconocidas.
Judith se describe como una «mujer piadosa e inquisitiva», su piedad se expresó en los muchos regalos y donaciones que hizo a la iglesia de St. Cuthbert, en Durham, que incluía latifundios y un ornamentado crucifijo. Este último supuestamente fue un regalo para apaciguar al santo después de que el reglamento de St. Cuthbert prohibiera a las mujeres entrar a la catedral que albergaba sus reliquias. Judith, enojada por que a las mujeres no se les permitía poner un pie dentro de la iglesia y venerar el sepulcro, decidió poner la prohibición de Cuthbert a prueba, ordenando a su sirvienta entrar para ver qué repercusiones podría seguir por violar el santo decreto (Judith planeaba regresar a salvar a esta última), cuando la mujer estaba a punto de entrar en el cementerio, fue atacada por una fuerza de viento súbita y violenta que la dejó enferma, finalmente matándola. Judith, como resultado del temor que le provocó el hecho, tenía un crucifijo hecho especialmente para el santuario de St. Cuthbert. A lo largo de su vida, ella recolectó y encargó muchos libros y manuscritos ilustrados, algunos de los cuales aún se conservan, incluyendo los Evangelios de la condesa Judith, que se encuentran actualmente en la Biblioteca Pierpont Morgan de Nueva York.
Estos fueron escritos e ilustrados por escribas ingleses, para demostrar a la posteridad la generosidad de Judith con la Iglesia.
En octubre de 1065, Northumbria se levantó en armas contra Tostig. Después, su hermano Harold convencería al rey Eduardo a aceptar las exigencias de los rebeldes, produciendo un enfrentamiento enconado entre los dos hermanos, con Tostig acusando a Harold de fomentar la rebelión. En noviembre, Tostig fue declarado fuera de ley por el rey Eduardo, y Judith, junto con Tostig y sus hijos, se vieron obligados a buscar refugio con su medio hermano en Flandes, el mes siguiente. El conde Balduino nombró a Tostig como alcalde de Saint-Omer. En mayo de 1066 después de la sucesión de Harold al trono inglés en enero, regresó a Inglaterra con una flota provista por Balduino para vengarse de su hermano. Él formó una alianza con el rey Harald III de Noruega, pero ambos fueron muertos el 25 de septiembre de 1066 en la batalla de Stamford Bridge, por las fuerzas del rey Harold.
Después de la muerte de su marido en Stamford Bridge, Judith se trasladó a Dinamarca. Se presume que llevó a sus niños lactantes con ella, sin embargo, no se sabe nada de su destino posterior. Menos de un mes después de la muerte de Tostig, el hermano político de Judith sería asesinado en la Batalla de Hastings por el ejército normando dirigido por su primo, Guillermo el Conquistador, que después reinaría como Guillermo I de Inglaterra.

## Segundo matrimonio
En 1071, cuando ella tenía 38 años de edad, se casó con su segundo marido, Welf I, duque de Baviera, quien se había divorciado recientemente de su esposa sin hijos, Etherinde von Northeim en 1070. Tras su matrimonio, ella se convirtió en duquesa de Baviera, pero en 1077, su marido fue privado de su título, y no lo recuperó sino hasta 1096, dos años después de su muerte.
Ellos hicieron de su residencia principal el castillo de Ravensburg y juntos tuvieron dos hijos, y una hija:
- Güelfo II de Baviera (1073 - 24 de septiembre de 1120), se casó con Matilde de Toscana, pero el matrimonio no tuvo descendencia.
- Enrique IX de Baviera (1074 - 13 de diciembre de 1126), se casó con Wulfhilda de Sajonia, con quien tuvo siete hijos.
- Kunizza de Baviera (murió el 6 de marzo de 1120), se casó con Federico Rocho, conde de Diesen.

## Muerte
Judith murió el 5 de marzo de 1094 y fue enterrada en el monasterio de San Martín, la abadía benedictina que había sido construida por el duque Welf en el Martinsberg en Weingarten, y había recibido el patrocinio de Judith. Ella también había legado su magnífica biblioteca y una reliquia de la Sangre de Cristo a la abadía.
The Chronicon de Bernold registró su muerte en 1094: «1V no Mar de Iuditha uxor Ducis Welfonis Baioariae» y su posterior entierro. Su esposo el duque Welf murió en 1101 en Chipre, mientras regresaba a casa después de la Primera Cruzada.

## Ancestros
|  |                                      |  |  |  |  |  |  |  |  |  |  |  |  |  |  |  |
|  | Arnulfo I, conde de Flandes          |  |  |  |  |  |  |  |  |  |  |  |  |  |  |  |
|  |                                      |  |  |  |  |  |  |  |  |  |  |  |  |  |  |  |
|  |                                      |  |  |  |  |  |  |  |  |  |  |  |  |  |  |  |
|  | Balduino III de Flandes              |  |  |  |  |  |  |  |  |  |  |  |  |  |  |  |
|  |                                      |  |  |  |  |  |  |  |  |  |  |  |  |  |  |  |
|  |                                      |  |  |  |  |  |  |  |  |  |  |  |  |  |  |  |
|  | Adela de Vermandois                  |  |  |  |  |  |  |  |  |  |  |  |  |  |  |  |
|  |                                      |  |  |  |  |  |  |  |  |  |  |  |  |  |  |  |
|  |                                      |  |  |  |  |  |  |  |  |  |  |  |  |  |  |  |
|  | Arnulfo II, conde de Flandes         |  |  |  |  |  |  |  |  |  |  |  |  |  |  |  |
|  |                                      |  |  |  |  |  |  |  |  |  |  |  |  |  |  |  |
|  |                                      |  |  |  |  |  |  |  |  |  |  |  |  |  |  |  |
|  | Herman, duque de Sajonia             |  |  |  |  |  |  |  |  |  |  |  |  |  |  |  |
|  |                                      |  |  |  |  |  |  |  |  |  |  |  |  |  |  |  |
|  |                                      |  |  |  |  |  |  |  |  |  |  |  |  |  |  |  |
|  | Mathilde Billung de Sajonia          |  |  |  |  |  |  |  |  |  |  |  |  |  |  |  |
|  |                                      |  |  |  |  |  |  |  |  |  |  |  |  |  |  |  |
|  |                                      |  |  |  |  |  |  |  |  |  |  |  |  |  |  |  |
|  | Oda N.N. o Hildegarda de Westerbourg |  |  |  |  |  |  |  |  |  |  |  |  |  |  |  |
|  |                                      |  |  |  |  |  |  |  |  |  |  |  |  |  |  |  |
|  |                                      |  |  |  |  |  |  |  |  |  |  |  |  |  |  |  |
|  | Balduino IV, Conde de Flandes        |  |  |  |  |  |  |  |  |  |  |  |  |  |  |  |
|  |                                      |  |  |  |  |  |  |  |  |  |  |  |  |  |  |  |
|  |                                      |  |  |  |  |  |  |  |  |  |  |  |  |  |  |  |
|  | Adalberto I de Ivrea                 |  |  |  |  |  |  |  |  |  |  |  |  |  |  |  |
|  |                                      |  |  |  |  |  |  |  |  |  |  |  |  |  |  |  |
|  |                                      |  |  |  |  |  |  |  |  |  |  |  |  |  |  |  |
|  | Rey Berengario II de Italia          |  |  |  |  |  |  |  |  |  |  |  |  |  |  |  |
|  |                                      |  |  |  |  |  |  |  |  |  |  |  |  |  |  |  |
|  |                                      |  |  |  |  |  |  |  |  |  |  |  |  |  |  |  |
|  | Gisela de Friuli                     |  |  |  |  |  |  |  |  |  |  |  |  |  |  |  |
|  |                                      |  |  |  |  |  |  |  |  |  |  |  |  |  |  |  |
|  |                                      |  |  |  |  |  |  |  |  |  |  |  |  |  |  |  |
|  | Rozala de Lombardía                  |  |  |  |  |  |  |  |  |  |  |  |  |  |  |  |
|  |                                      |  |  |  |  |  |  |  |  |  |  |  |  |  |  |  |
|  |                                      |  |  |  |  |  |  |  |  |  |  |  |  |  |  |  |
|  | Boso de Toscana                      |  |  |  |  |  |  |  |  |  |  |  |  |  |  |  |
|  |                                      |  |  |  |  |  |  |  |  |  |  |  |  |  |  |  |
|  |                                      |  |  |  |  |  |  |  |  |  |  |  |  |  |  |  |
|  | Willa de Toscana                     |  |  |  |  |  |  |  |  |  |  |  |  |  |  |  |
|  |                                      |  |  |  |  |  |  |  |  |  |  |  |  |  |  |  |
|  |                                      |  |  |  |  |  |  |  |  |  |  |  |  |  |  |  |
|  | Willa de Borgoña                     |  |  |  |  |  |  |  |  |  |  |  |  |  |  |  |
|  |                                      |  |  |  |  |  |  |  |  |  |  |  |  |  |  |  |
|  |                                      |  |  |  |  |  |  |  |  |  |  |  |  |  |  |  |
|  | Judith de Flandes                    |  |  |  |  |  |  |  |  |  |  |  |  |  |  |  |
|  |                                      |  |  |  |  |  |  |  |  |  |  |  |  |  |  |  |
|  |                                      |  |  |  |  |  |  |  |  |  |  |  |  |  |  |  |
|  | Guillermo I de Normandía             |  |  |  |  |  |  |  |  |  |  |  |  |  |  |  |
|  |                                      |  |  |  |  |  |  |  |  |  |  |  |  |  |  |  |
|  |                                      |  |  |  |  |  |  |  |  |  |  |  |  |  |  |  |
|  | Ricardo I de Normandía               |  |  |  |  |  |  |  |  |  |  |  |  |  |  |  |
|  |                                      |  |  |  |  |  |  |  |  |  |  |  |  |  |  |  |
|  |                                      |  |  |  |  |  |  |  |  |  |  |  |  |  |  |  |
|  | Sprota, una concubina bretona        |  |  |  |  |  |  |  |  |  |  |  |  |  |  |  |
|  |                                      |  |  |  |  |  |  |  |  |  |  |  |  |  |  |  |
|  |                                      |  |  |  |  |  |  |  |  |  |  |  |  |  |  |  |
|  | Ricardo II de Normandía              |  |  |  |  |  |  |  |  |  |  |  |  |  |  |  |
|  |                                      |  |  |  |  |  |  |  |  |  |  |  |  |  |  |  |
|  |                                      |  |  |  |  |  |  |  |  |  |  |  |  |  |  |  |
|  | Gunnora                              |  |  |  |  |  |  |  |  |  |  |  |  |  |  |  |
|  |                                      |  |  |  |  |  |  |  |  |  |  |  |  |  |  |  |
|  |                                      |  |  |  |  |  |  |  |  |  |  |  |  |  |  |  |
|  | Leonor de Normandía                  |  |  |  |  |  |  |  |  |  |  |  |  |  |  |  |
|  |                                      |  |  |  |  |  |  |  |  |  |  |  |  |  |  |  |
|  |                                      |  |  |  |  |  |  |  |  |  |  |  |  |  |  |  |
|  | Judicael Berengario                  |  |  |  |  |  |  |  |  |  |  |  |  |  |  |  |
|  |                                      |  |  |  |  |  |  |  |  |  |  |  |  |  |  |  |
|  |                                      |  |  |  |  |  |  |  |  |  |  |  |  |  |  |  |
|  | Conan I de Bretaña                   |  |  |  |  |  |  |  |  |  |  |  |  |  |  |  |
|  |                                      |  |  |  |  |  |  |  |  |  |  |  |  |  |  |  |
|  |                                      |  |  |  |  |  |  |  |  |  |  |  |  |  |  |  |
|  | Judith de Bretaña                    |  |  |  |  |  |  |  |  |  |  |  |  |  |  |  |
|  |                                      |  |  |  |  |  |  |  |  |  |  |  |  |  |  |  |
|  |                                      |  |  |  |  |  |  |  |  |  |  |  |  |  |  |  |
|  | Fulco III de Anjou                   |  |  |  |  |  |  |  |  |  |  |  |  |  |  |  |
|  |                                      |  |  |  |  |  |  |  |  |  |  |  |  |  |  |  |
|  |                                      |  |  |  |  |  |  |  |  |  |  |  |  |  |  |  |
|  | Ermengarda de Anjou                  |  |  |  |  |  |  |  |  |  |  |  |  |  |  |  |
|  |                                      |  |  |  |  |  |  |  |  |  |  |  |  |  |  |  |
|  |                                      |  |  |  |  |  |  |  |  |  |  |  |  |  |  |  |
|  | Hildegarda de Sundgau                |  |  |  |  |  |  |  |  |  |  |  |  |  |  |  |
|  |                                      |  |  |  |  |  |  |  |  |  |  |  |  |  |  |  |
|  |                                      |  |  |  |  |  |  |  |  |  |  |  |  |  |  |  |

## En la ficción
Judith aparece como un personaje en el romance histórico de Jean Plaidy, The Bastard King; sin embargo, ella es incorrectamente representada como la hermana de Matilda de Flandes.